# Ортаколь
Ортако́ль (каз. Ортакөл) — село у складі району Шал-акина Північноказахстанської області Казахстану. Входить до складу Приішимського сільського округу.
Населення — 32 особи (2021; 65 у 2009, 77 у 1999, 82 у 1989).
Національний склад станом на 1989 рік:
- казахи — 100 %.